# Ilha (Santana)
Ilha é uma freguesia portuguesa do município de Santana, na ilha da Madeira, Região Autónoma da Madeira, com 15,00 km² de área e 189 habitantes (censo de 2021). A sua densidade populacional é 12,6 hab./km².
A atividade principal da população é a agricultura. A freguesia foi criada em 1989 pelo Decreto Legislativo Regional nº 11/89, de 15 de Abril, com lugares desanexados da freguesia de São Jorge.
Esta freguesia possui centro de saúde, centro cívico e igreja. Cerca de dois terços da freguesia situam-se dentro da Floresta Laurissilva.

## Demografia
A população registada nos censos foi:
| Distribuição da População por Grupos Etários | Distribuição da População por Grupos Etários | Distribuição da População por Grupos Etários | Distribuição da População por Grupos Etários | Distribuição da População por Grupos Etários |
| -------------------------------------------- | -------------------------------------------- | -------------------------------------------- | -------------------------------------------- | -------------------------------------------- |
| Ano                                          | 0-14 Anos                                    | 15-24 Anos                                   | 25-64 Anos                                   | > 65 Anos                                    |
| 2001                                         | 57                                           | 48                                           | 178                                          | 75                                           |
| 2011                                         | 25                                           | 27                                           | 125                                          | 78                                           |
| 2021                                         | 8                                            | 15                                           | 95                                           | 71                                           |